# 현대성우오스타 코아루
현대성우 오스타 코아루(영어: OSTAR KOAROO)는 대한민국 경기도 양평군 양평읍에 위치하고 있다. 이 건물은 양평군에서 가장 높은 건물이다.

## 같이 보기
- 양평군의 마천루 목록